# Rezerwat przyrody Mazácký Grúnik
Rezerwat przyrody Mazácký Grúnik (cz. Přírodní rezervace Mazácký Grúnik) – rezerwat przyrody w Czechach, w kraju morawsko-śląskim, w pobliżu Ostrawicy, w powiecie Frydek-Mistek. Obejmuje 95,65 ha powierzchni w granicach CHKO Beskidy na stromym północno-zachodnim zboczu grzbietu Kobylanka–Czupel na wysokości 575–943 m n.p.m. Na północnym wschodzie przylega do NPR Mazák.
Rezerwat chroni dobrze zachowane lasy karpackiego piętra regla dolnego typu jodłowo-bukowego i świerkowo-bukowego.